# Heinz Cyrus

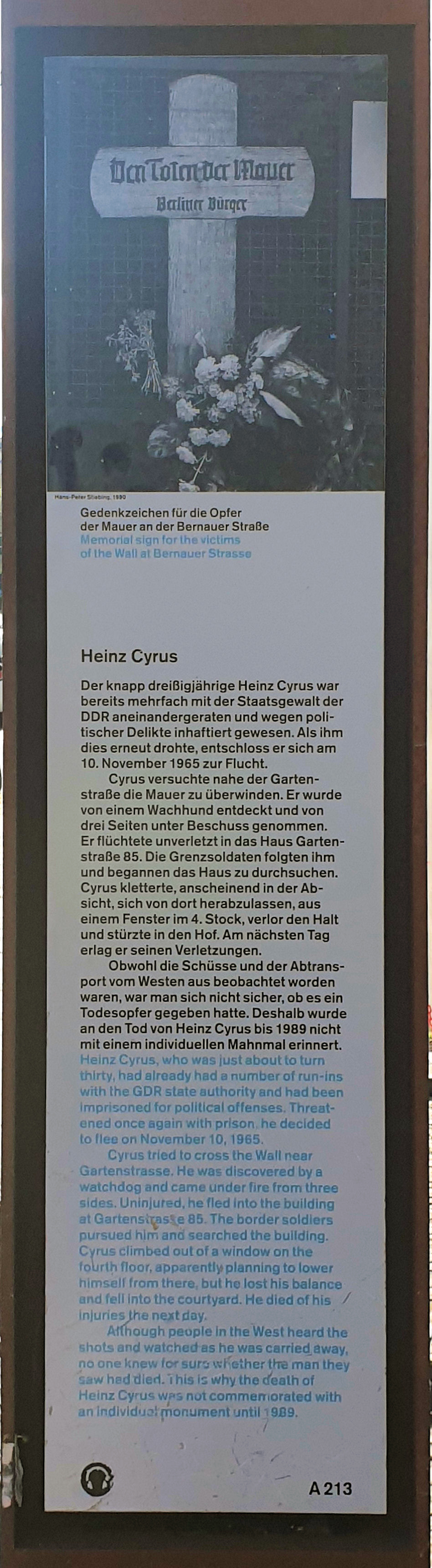
Gedenktafel in Berlin-Mitte

Heinz Cyrus (* 5. Juni 1936 in Greifswald; † 11. November 1965 in Berlin) war ein Todesopfer an der Berliner Mauer. Auf der Flucht vor Angehörigen der Grenztruppen der DDR stürzte er aus dem vierten Stock eines Hauses in Berlin-Mitte.

## Leben
Nach seiner Geburt gab seine Mutter, eine unverheiratete Krankenschwester, den Jungen in ein Kinderheim. Pflegeeltern nahmen ihn 1943 zu sich nach Dreschvitz auf der Insel Rügen. Dort besuchte er die Volksschule und absolvierte anschließend eine Lehre zum Melker. Er heiratete 1954 seine Frau, mit der er vier Kinder bekam. Im Oktober 1956 wurde er zu einer Haftstrafe verurteilt, weil er einen Volkspolizisten verprügelt hatte. Nach seiner Entlassung übernahm er 1957 einen Bauernhof in Teschvitz. Die Familie trat 1959 einer Landwirtschaftlichen Produktionsgenossenschaft bei. Heinz Cyrus wurde stellvertretender Vorsitzender der LPG. Wegen Äußerungen im Vollrausch verriet ein Spitzel ihn an das Ministerium für Staatssicherheit. Daraus resultierte 1960 eine Verurteilung wegen „Schädlingstätigkeit“ zu einer Freiheitsstrafe von sieben Jahren durch das Bezirksgericht Rostock. Unter anderem wurde ihm vorgeworfen, gegen SED-Mitglieder gehetzt zu haben und der LPG absichtlich Schaden verursacht zu haben. Nach einem Amnestieerlass des DDR-Staatsrates wurde er im September 1964 entlassen. Seine Ehe wurde während der Haft geschieden. Heinz Cyrus ließ sich wieder auf Rügen nieder und nahm dort eine Stelle bei einer Feldbaubrigade auf. Es folgte eine weitere Verurteilung wegen Körperverletzung.
Unter der Vorgabe, in den Urlaub zu fahren, verabschiedete er sich am 9. November 1965 von seiner Pflegemutter. Am 10. November 1965 kroch Heinz Cyrus gegen 21 Uhr in der Nähe des Nordbahnhofs in Berlin-Mitte auf die Grenze zu. Dabei nahm ein Wachhund seine Anwesenheit wahr und schlug an. Die alarmierten Grenzsoldaten riefen Volkspolizisten zur Verstärkung und riegelten den Bereich ab. Heinz Cyrus setzte seinen Weg fort, bis er unter Beschuss genommen wurde. Er flüchtete in das Haus Gartenstraße 85. Das Haus wurde umstellt und durchsucht. Auf seiner Flucht kletterte er aus einem Fenster im vierten Stock und hangelte an der Dachrinne entlang. Er stürzte ab und brach sich mehrere Knochen, darunter den Schädel. Die Grenzsoldaten brachten ihn ins Krankenhaus der Volkspolizei, wo er notoperiert wurde. Heinz Cyrus starb am folgenden Morgen.
MfS-Mitarbeiter suchten die Pflegeeltern und die geschiedene Frau fünf Tage später auf. Die Legende des MfS ist, dass er nach einer Passkontrolle aus dem Fenster sprang. Nach der deutschen Wiedervereinigung nahm die Staatsanwaltschaft Berlin Ermittlungen wegen des Todes auf. Das Verfahren endete am 6. Oktober 1993, da die Staatsanwaltschaft keine Voraussetzungen für eine strafrechtliche Ahndung erfüllt sah.